# Up, Up and Away (The 5th Dimension)
Up, Up and Away è il primo album in studio del gruppo pop statunitense The 5th Dimension, pubblicato nel 1967.

## Tracce
1. Up, Up and Away (Jimmy Webb) – 2:45
2. Another Day, Another Heartache (Steve Barri, P. F. Sloan) – 2:37
3. Which Way to Nowhere (Webb) – 3:08
4. California My Way (Willie Hutch) – 2:56
5. Misty Roses (Tim Hardin) – 2:46
6. Go Where You Wanna Go (John Phillips) – 2:22
7. Never Gonna Be the Same (Webb) – 2:26
8. Pattern People (Webb) – 3:02
9. Rosecrans Blvd. (Webb) – 2:54
10. Learn How to Fly (Hutch) – 3:01
11. Poor Side of Town (Lou Adler, Johnny Rivers) – 3:21